# Tom Tallitsch

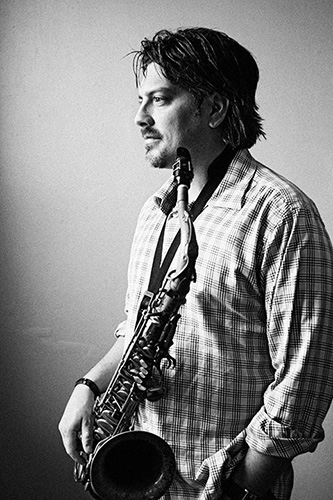
Tom Tallitsch (2013)

Tom Tallitsch (* 1974 in Elmhurst, Illinois) ist ein US-amerikanischer Musiker (Tenorsaxophon, Klarinette, Piano, Komposition).

## Leben und Wirken
Tallitsch wuchs in Westlake (Ohio) auf und erwarb den Bachelor of Music in Jazz-Studien an der University of Cincinnati College Conservatory of Music (CCM); des Weiteren nahm er an Kursen von Joe Henderson und Chris Potter teil. Unterricht hatte er außerdem bei Rick VanMatre, Ernie Krivda, Mike Lee, Ben Schachter, Seamus Blake und dem Pianisten Phil DeGreg. 2004 legte er im Eigenverlag das Album Duality vor, gefolgt von Medicine Man bei Origin Records. 2015 legte er All Together Now vor, das er mit Mike DiRubbo, Michael Dease, Brian Charette, Peter Brendler und Mark Ferber aufgenommen hatte.  2017 nahm er mit Josh Lawrence, Jon Davis, Peter Brendler und Vinnie Sperrazza das Album Wheelhouse (Posi-Tone) auf.  Nach seinen Anfängen, die der Hard-Bop-Tradition folgen, nahm  er mehrere Alben auf, in denen er die Musik von David Bowie, Neil Young und Led Zeppelin interpretierte. 2020 legte er das mit Musikern aus Philadelphia (Mike Kennedy, Jason Fraticelli, Dan Monaghan) entstandene, genreübergreifende Album Ten vor. Er schrieb außerdem Kompositionen für Tanztheater wie das Martha Graham Dance Company und unterrichtete an verschiedenen Colleges und High Schools.